# Majani
La Majani 1796 S.p.A. è un'azienda alimentare italiana, specializzata nella produzione e nella vendita di cioccolato. Majani è la prima fabbrica italiana di cioccolato, fondata a Bologna del 1796, ed è ancora a conduzione familiare. Produce cioccolato partendo dalle fave di cacao crude, processo molto raro per le aziende di cioccolato nel ventunesimo secolo. L'azienda ha inventato la prima cioccolata in forma solida d'Italia, la Scorza, che è una cioccolata fondente al 60% con una texture friabile e la cui ricetta è rimasta invariata dal 1832, anno di creazione della stessa.
Il prodotto di maggior prestigio dell'azienda è il cremino FIAT, nato nel 1911 come iniziativa pubblicitaria per il lancio dell'automobile Fiat Tipo 4. Dagli anni della sua fondazione ai giorni nostri, Majani è stata insignita di prestigiosi riconoscimenti in tutto il mondo, fra i quali quelli in occasione delle Esposizioni Universali di Parigi (1867 e 1878), Vienna (1873) e Milano (1881). Divenuta fornitore ufficiale della Real Casa Savoia negli anni della nascita del Regno d'Italia, l'azienda nel 2011 ha ricevuto la targa "Impresa che ha fatto la storia d'Italia".

## Storia[3]
L'azienda nasce, col nome di "Laboratorio delle Cose Dolci", nel 1796 a Bologna: la sua prima sede è una piccola bottega artigiana con annesso negozio situata accanto alla Basilica di San Petronio. Qui i due fratelli Francesco e Romualdo Majani, figli di Teresa Majani, vennero assunti dall’allora padrone del negozio e divennero presto gli unici proprietari e promotori dell’attività.
Poiché gli affari andavano sempre meglio, Francesco decise di acquistare un intero palazzo in Via de’ Carbonesi, nel centro della città, dove poter vivere, produrre cioccolato e anche venderlo. Questo edificio è la sede del negozio, che nel corso degli anni divenne un importante ritrovo per l’alta borghesia e per personaggi famosi come Carducci, Marconi e D’Annunzio.
Nel 1856 Giuseppe Majani riuscì ad ottenere il passaporto per attraversare l’Italia, allora divisa in tanti piccoli stati, per poter acquistare i macchinari più all’avanguardia. Fu così che poterono appendere l’insegna “Stabilimento a Vapore di Confetture e Cioccolata” all’esterno dell’edificio; una vera innovazione per l’epoca. Infatti, Majani fu una delle primissime fabbriche a vapore in Italia e riuscì, negli anni successivi, a modernizzarsi ancora di più. In occasione delle Esposizioni Universali di Parigi (1867 e 1878), Vienna (1873) e Milano (1881) l'azienda Majani viene riconosciuta fra le più qualificate d'Europa.
Sono questi gli anni in cui l'azienda diviene fornitore ufficiale della Real Casa di Savoia, in un giovane Regno d'Italia. Sul finire del 1878 Umberto I accorda la facoltà di innalzare lo Stemma Reale sull'insegna del negozio bolognese. Gli faranno seguito la Real Casa del Sermo Sõr Infante Duque de Montpensier (1885) e la Real Casa del Sermo Sõr Infante Don Antonio de Orléans (1893). Nel 1891 ad Aldo Majani viene anche conferito il titolo di Cavaliere dell'Ordine della Corona d'Italia. Tutti e tre gli stemmi sono ancora presenti nel logo Majani.
Con l’affermarsi dello stile Liberty e lo sviluppo degli affari dell’azienda, nel 1908 la famiglia decise di costruire un edificio completamente nuovo in Via Indipendenza, nel cuore della città, chiamato “Palazzina Majani”. Questa divenne presto un punto di ritrovo per gli artisti e gli aristocratici dell’epoca, e ancora è chiamato e ricordato come nostro. La seconda guerra mondiale provocò alla famiglia Majani e all'azienda problematiche in conseguenza alle quali venne deciso di ricominciare l'attività di produzione del cioccolato in Via de' Carbonesi, ancora di proprietà. Tale scelta compromise lo sviluppo aziendale mettendo nel tempo anche la famiglia Majani, nel 1976, in minoranza nella compagine sociale. 
Nel 1978, a Crespellano (frazione di Valsamoggia), a pochi chilometri da Bologna, furono costruiti i due stabilimenti, per un totale di 7500m². Nel 1985, Francesco Majani riuscì a salvare l’azienda dal fallimento, riacquistando tutte le azioni che erano state cedute a persone esterne alla famiglia e diventando così l’unico proprietario. Da allora, Majani è un’azienda solida, che rispecchia la sua storia e i suoi valori.
Majani conta 9 generazioni ed è sempre stata nelle mani della famiglia fin dalla sua fondazione, avvenuta 228 anni fa.

### Il Cremino FIAT[4]
Nel 1911, da una iniziativa pubblicitaria voluta da Giovanni Agnelli per il lancio dell'automobile Fiat Tipo 4, nasce il Cremino FIAT, prodotto di maggior prestigio dell'azienda bolognese. Tra gli altri, espressero il proprio apprezzamento nei confronti del prodotto - ancora in produzione - i vari Gabriele D'Annunzio, Giorgio Morandi, Guglielmo Marconi, Giosuè Carducci, Augusto Murri e Olindo Guerrini.
Il Cremino FIAT è il primo cremino a quattro strati creato in Italia ed ha mantenuto la stessa ricetta di allora. La sua particolarità è la cremosità, data da un'alta percentuale di nocciole e mandorle.

## Riconoscimenti
- Nel 1867, 1878, 1873 e 1881 Majani riceve premi e medaglie in occasione delle Esposizioni Universali a Parigi, Vienna e Milano;
- Nel 1878 Umberto I accorda la facoltà di innalzare lo Stemma Reale sull'insegna dell'azienda;
- Nel 1891 ad Aldo Majani viene conferito il titolo di Cavaliere dell'Ordine della Corona d'Italia;
- Nel 1885 e nel 1893 concedono a Majani di innalzare il loro Stemma Reale sull'insegna del negozio anche la Real Casa del Sermo Sõr Infante Duque de Montpensier e la Real Casa del Sermo Sõr Infante Don Antonio de Orléans;
- Nel 2011, in occasione della prima edizione italiana del Salon du Chocolat, Majani nella persona della Signorina Anna Majani riceve la “Palme d'Or”, per la qualità dei suoi prodotti;
- Nello stesso anno si tiene la cerimonia di premiazione di 150 imprese centenarie iscritte nel registro delle Imprese storiche italiane. Qui la Majani 1796 SpA riceve la targa “Impresa che ha fatto la storia d'Italia”.
- Nel 2019 intitolazione alla Famiglia Majani di una piazza a Cattolica[6]